# Sindrome di Lasthénie de Ferjol
La sindrome di Lasthénie de Ferjol è una rara causa di anemia sideropenica causata dall'inflizione volontaria, da parte del paziente stesso, di autosalassi.